# Зграя

Зграя Атлантичних оселедців (Clupea harengus)

Зграя, рій — системна цілісність, структурована група ссавців, риб або птахів, зазвичай одного виду, що перебувають у схожому біологічному стані, активно підтримують взаємний контакт і що координують свої дії; зграя складається з особин, які виконують ряд важливих життєвих функцій, бувши членами тієї або іншої зграї впродовж більшої частини свого життя.

## Моделі
В останні десятиліття вчені звернулися до моделювання поведінки рою, щоб глибше розуміти колективну поведінку тварин.

### Математичні моделі
Ранні дослідження поведінки рою призвели до створення математичних моделей для опису та моделювання поведінки. Найпростіші математичні моделі рою звичайно представляють окремих тварин, що намагаються діють за наступними правилами:
1. рухатися в тому ж напрямку, що і їх сусіди;
2. залишатися близько до своїх сусідів;
3. уникати зіткнень з сусідами.

Комп'ютерна програма моделювання штучного життя Boids, створена Крейгом Рейнольдсом в 1986 році, дозволяє моделювати поведінку рою, який дотримується вищевказаних правил. Багато моделей, розроблених пізніше, використовують варіації цих правил, та визначають зони їх дії. В зоні відштовхування, що обмежує окіл поряд з твариною, кожна тварина прагне дистанціюватися від своїх сусідів, щоб уникнути зіткнення. Трохи далі, в зоні вирівнювання, кожна тварина прагне вирівняти напрямок руху зі своїми сусідами. В крайній зоні тяжіння, що сягає відстані, на яких тварина здатна відчути своїх сусідів, тварини прагнуть рухатися в бік сусіда.
Форма цих зон завжди залежить від сенсорних можливостей тварин в рої. Наприклад, поле зору птаха не поширюється назад за його тіло, риба покладатися як на зір, так і на гідродинамічне сприйняття коливань від сусідів через бічні лінії, антарктичний криль спирається на зір і гідродинамічні сигнали, що ретранслюються через вусики.
В результаті подальших досліджень було виявлено, що наведені вище три правила мають винятки. Так, результати досліджень зграй шпаків показали, що кожен птах не змінює свою позицію по відношенню до шести або семи тварин, які його безпосередньо оточують, незалежно від того, наскільки близько чи як далеко ці тварини знаходяться.